# Таранченко Руслан Олександрович
Русла́н Олекса́ндрович Тара́нченко (нар. 27 лютого 1990, селище Недригайлів (нині — Роменського району) на Сумщині — пом. 24 лютого 2022, м. Очаків Миколаївської області) — капітан 3 рангу Збройних Сил України, учасник російсько-української війни, що загинув у ході російського вторгнення в Україну у 2022 році.

## Життєпис
Руслан Таранченко народився 1990 року в селищі Недригайлові (нині — Роменського району) на Сумщині. Після закінчення загальноосвітньої школи навчався в Севастопольській військово-морській академії, яку закінчив з відзнакою. Відтак проходив військову службу на кораблі «Донбас», а в 2014 році — на морському тральщику «Черкаси» Чорноморського флоту України. Потім — служба в м. Очаків на Миколаївщині.
Напередодні російського вторгнення в Україну, з 23 лютого капітан третього рангу Руслан Таранченко виконував обов'язки начальника Очаківського гарнізону. Він організував виведення всіх кораблів у море, а сам з 16 моряками залишився на причалі виконувати бойові завдання. О 6:50 ранку 24 лютого 2022 року зв'язок з ним обірвався… Загинув у м. Очаків під час виконання бойового завдання від ураження російською ракетою.
Поховали Руслана Таранченка 18 березня 2022 року у Недригайлові на кладовищі біля Митрофанівського храму.

## Нагороди
- орден «За мужність» III ступеня (2022, посмертно) — за особисту мужність під час виконання бойових завдань, самовіддані дії, виявлені у захисті державного суверенітету та територіальної цілісності України, вірність військовій присязі.